# تاماش کادار
تاماش کادار (مجاری: Tamás Kádár؛ زادهٔ ۱۴ مارس ۱۹۹۰) بازیکن فوتبال اهل مجارستان است.
از باشگاه‌هایی که در آن بازی کرده‌است می‌توان به باشگاه فوتبال رودا جی‌سی کرکراد، باشگاه فوتبال نیوکاسل یونایتد، باشگاه فوتبال هادرزفیلد تاون، و باشگاه فوتبال لخ پوزنان اشاره کرد.
وی همچنین در تیم‌های ملی فوتبال زیر ۲۱ سال مجارستان، و مجارستان بازی کرده‌است.